# Христианство в Того
Христианство в Того — совокупность последователей христианских деноминаций и учреждений на территории Того.
Христианство одна из крупнейших религий в стране. По данным отчета ЦРУ 29 % населения Того исповедуют христианство. 26 % жителей Того являются католиками, 9 % являются протестантами.

## История

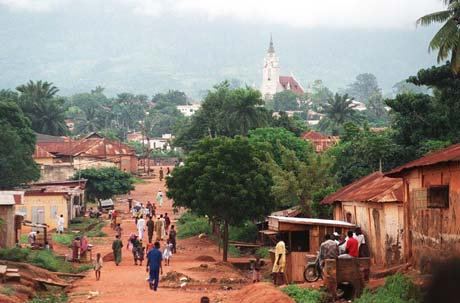
Церковь в Кпалиме

В XVI веке португальцы колонизовали прибрежные районы, известные как Невольничий берег и принесли в этот регион христианство. После этого на территории Того начинает распространяться католицизм. Первыми католическими миссионерами в Того были французские священники Лионского общества африканских миссий, в 1863 году посещавшие с миссионерскими целями прибрежные населённые пункты. В 1886 году была основана миссия в Атакпаме. В 1892 году Святой Престол образовал апостольскую префектуру Того, в 1914 году она была преобразована в апостольский викариат.
5 июля 1884 года территория Того вместе с частью территории современной Ганы, под названием Тоголенд, объявлена протекторатом Германской империи, а с 1 января 1905 года — германской колонией Тоголенд. В это время на территории Того распространяется протестантизм.
В начале XX века основное пасторское служение в Того выполняли немецкие священники из конгрегации вербистов. Во время первой мировой войны Того было оккупировано Великобританией и Францией и разделено в 1924 году между этими странами. Немецкие священники были депортированы, их место вновь заняли священники Лионского общества африканских миссий. В 1922 году был рукоположен первый священник-тоголезец. В 1955 году апостольский викариат Того получил статус архиепархии, ей в подчинение была поставлена Епархия Сокоде. В 1964—1965 годах основаны епархия Атакпаме и епархия Дапаонга, а в 1994 году — ещё три епархии Анехо, Кара и Кпалиме.
В 1973 году во Ломе была открыта апостольская делегатура, в 1982 году были установлены полноценные дипломатические отношения между Того и Святым Престолом, делегатура преобразована в нунциатуру.
В августе 1985 года Того с апостольским визитом посещал папа Иоанн Павел II
В 1893 году в Того была основана Евангелическая пресвитерианская церковь (англ. The Evangelical Presbyterian Church of Togo). 

## Современное положение
Христианство распространено в южной части Того. Большое число прихожан христианских церквей не прекращает при этом в той или иной степени участвовать и в традиционных культах.